# امبر رین
امبر رین (انگلیسی: Amber Rayne؛ زاده ۱۹ سپتامبر ۱۹۸۴ – درگذشته ۲ آوریل ۲۰۱۶) بازیگر پورنوی اهل ایالات متحده آمریکا بود.

## جایزه‌ها
- ۲۰۰۹ جایزه ای‌وی‌ان٫ برنده جایزه ستاره کوچک گمنام سال
- ۲۰۰۹ جایزه ایکس‌آرسی‌او٫ برنده جایزه زن دلفریب گمنام